# Thrasya schumannii
Thrasya schumannii là một loài thực vật có hoa trong họ Hòa thảo. Loài này được (Pilg.) Pilg. miêu tả khoa học đầu tiên năm 1940.